# Фін Аргус
Стеффан Фін Аргус (англ. Steffan Fin Argus; нар. 1 вересня 1998, Дес-Плейнс, Іллінойс) — американський актор, музикант і модель.

## Життєпис
Аргус народився в Дес-Плейнс, штат Іллінойс. У них є старша сестра Сейді та молодша сестра Лейсі. Вони відвідували середню школу штату Мейн-Вест, а потім навчалися в Музичний коледж Берклі в Бостон.
Аргус почав зніматися в місцевих театральних постановках у молодому віці та був учасником Kidz Bop. Вони підписані з Ford Models і моделюють весняно-літню лінію Yves Saint Laurent 2016 для Barneys New York.
Вони знялися в веб-серіалі «The Commute». Аргус отримав головну роль Зака Собека в музичній драмі Disney+ «Хмари». Вони з'явилися в серіалі «Агенти Щ.И.Т.» як молодша версія Гордона, якого раніше грав Джеймі Гарріс.

## Особисте життя
Аргус гей і використовує займенники вони/їх. Він гендерний квір.

## Фільмографія
- 2016—2017: «Дорога на роботу»
- 2017: «Обдаровані»[5]
- 2018−2019: «Повне затемнення[en]»
- 2018: «Літо '03[en]»[6]
- 2020: «Агенти Щ.И.Т.»
- 2020: «Хмари[en]»[7]
- 2022: «Залишайся бадьорим[en]»[8]
- 2022: «Близькі друзі»
- 2023: «Два інших[en]»